# Persiciospora japonica
Persiciospora japonica är en svampart som beskrevs av Y. Horie, Udagawa & P.F. Cannon 1986. Persiciospora japonica ingår i släktet Persiciospora och familjen Ceratostomataceae.   Inga underarter finns listade i Catalogue of Life.